# Fausto Cercignani
Pour l’article homonyme, voir Carlo Cercignani.
Fausto Cercignani (né le 21 mars 1941 à Milan) est un philologue, critique littéraire, poète, angliciste et germaniste italien.

## Biographie
Né de parents toscans, Fausto Cercignani a étudié à Milan, où il a obtenu sa maîtrise en Langues et Littératures Étrangères avec une dissertation sur l’anglais dans l’âge de Shakespeare. Sa carrière de professeur d'université a été caractérisée tout d'abord par des intérêts philologiques dans les domaines de l'anglicistique et de la germanistique. En 1983, après avoir enseigné aux universités de Bergame (1971-1974), Parme (1974-1975) et Pise (1975-1983), il est rentré à Milan pour continuer son activité chez l'Università degli Studi, où il a intensifié ses recherches sur la littérature allemande, un domaine qu’il avait déjà cultivé pendant plusieurs années.

## L’angliciste
Les intérêts philologiques de Cercignani s’adressent surtout à l’histoire de la langue anglaise, et notamment à l'ère élisabéthaine. Ses essais sur la prononciation de l’anglais au temps de Shakespeare (publiés sur « Studia Neophilologica », « English Studies » et autres revues scientifiques) annoncent sa monographie Shakespeare's Works and Elizabethan Pronunciation, Oxford, University Press (Clarendon Press, 1981), qui est considérée « la meilleure œuvre actuellement disponible » sur le sujet.

En tant que « meilleure autorité » sur la prononciation élisabéthaine, Cercignani est fréquemment cité pour jeux de mots, rimes et variantes graphiques dans les plus récentes éditions des œuvres de Shakespeare,, et dans plusieurs publications qui concernent questions linguistiques et littéraires en perspective historique.

## Le germaniste

### Comme philologue
Les intérêts philologiques de Cercignani s’adressent aussi dès le début à la phonologie historique des langues germaniques, dont il s'occupe – sans négliger autres aspects de la linguistique historique – sur revues spécialisées comme « Zeitschrift für vergleichende Sprachforschung », « Indogermanische Forschungen », « Journal of English and Germanic Philology », « Language », « Beiträge zur Geschichte der deutschen Sprache und Literatur » et « The Journal of Indo-European Studies ».
Certains de ses travaux – par exemple Early 'umlaut' phenomena in the Germanic languages, in Language, 56/1, 1980 – sont souvent cités pour propositions alternatives sur les changements linguistiques les plus anciens (par exemple sur prétendue « métaphonie par /a/ » ou « a-Umlaut »).

Sa remarquable monographie The Consonants of German: Synchrony and Diachrony (Milan, 1979) « nous offre une contribution originale à la phonologie allemande aussi bien qu’une excellente représentation de l'état de l'art ».

### Comme critique littéraire
Les intérêts littéraires de Cercignani s’adressent d'abord à la poésie de Karl Krolow, dont il s’occupe sur « Germanisch-Romanische Monatsschrift », « Literaturwissenschaftliches Jahrbuch » et autres revues littéraires (1984-1986). En 1988 il publie la monographie qui tend à montrer la vraie essence des romans de Christa Wolf, abstraction faite des hauts et des bas politiques et personnels de l’écrivain (Existenz und Heldentum bei Christa Wolf. « Der geteilte Himmel » und « Kassandra », Würzburg, Königshausen & Neumann, 1988).

Les autres nombreuses auteurs dont il s’occupe ensuite incluent: Jens Peter Jacobsen, Georg Trakl, Georg Büchner, Arthur Schnitzler, Wolfgang Goethe, Gotthold Ephraim Lessing, Wilhelm Heinrich Wackenroder, Hugo von Hofmannsthal, Rainer Maria Rilke, Alban Berg, E.T.A. Hoffmann, Robert Musil, Novalis, Joseph Roth, Richard Beer-Hofmann, Karl Kraus, Franz Kafka, Thomas Mann, August Stramm, Gerhart Hauptmann, Reinhard Jirgl, Friedrich Schiller...

Depuis 1992 il dirige, en collaboration avec le Forum Austriaco di Cultura à Milano, le périodique international Studia austriaca  (ISSN 1593-2508), la seule publication italienne entièrement consacrée à la culture et à la littérature de l’Autriche d'aujourd’hui et d'hier. Depuis 1994 il dirige aussi Studia theodisca  (ISSN 1593-2478), qui publie contributions internationales sur la littérature des pays de langue allemande.

## Le poète
La production poétique de Cercignani est recueillie dans sept livrets et inclut aussi des poèmes publiés sur l’« Almanacco dello Specchio », « Anterem » et autres revues. En discutant ses vers, le critique Giorgio Bàrberi Squarotti, professeur à l'université de Turin, parle de poésie orphique, mais « dur, lucide comme l'acier » et un autre écrit que les compositions de Cercignani « atteignent le maximum de la concentration grâce à une accélération de la pensée ou du sentiment qui reconstruit la physicité au moyen de l’abstraction. »
Fausto Cercignani s’est occupé aussi d’auto-traduction de textes poétiques.

### Un adagio
Adagio (2004)
Si tu parles avec les ombres,
tu sais au moins qui sont-elles
et les mots, tous les mots,
se déplient tout lentement
sur les murs barbouillés,
à la tombée du jour.
Elles ne narrent pas de ciels infinis
de brefs amours comme nuages argentés,
mais de villes chagrines
qui se déroulent
sur bruyères de musique étouffée.
Et si tu parles avec elles,
tu te retrouves
doucement bercé par toutes ces notes,
comme si la ville était vraiment
une grande bruyère de partitions.
Qui bruissent,
à la touche de la brise,
dans le flux paresseux de l’adagio.

## Œuvres (sélection)

### Anglicistique
- Shakespeare's Works and Elizabethan Pronunciation, Oxford, University Press (Clarendon Press), 1981.
- English Rhymes and Pronunciation in the Mid-Seventeenth Century, in “English Studies”, 56/6, 1975, pp. 513–518.
- The Development of */k/ and */sk/ in Old English, in “Journal of English and Germanic Philology”, 82/3, 1983, pp. 313–323.

### Germanistique (philologie)
- The Consonants of German: Synchrony and Diachrony. Milano, Cisalpino, 1979.
- The Development of the Gothic Short/Lax Subsystem, in “Zeitschrift für vergleichende Sprachforschung”, 93/2, 1979, pp. 272–278.
- Early «Umlaut» Phenomena in the Germanic Languages, in “Language”, 56/1, 1980, pp. 126–136.
- Zum hochdeutschen Konsonantismus. Phonologische Analyse und phonologischer Wandel, in “Beiträge zur Geschichte der deutschen Sprache und Literatur”, 105/1, 1983, pp. 1–13.
- The Elaboration of the Gothic Alphabet and Orthography, in “Indogermanische Forschungen”, 93, 1988, pp. 168–185.
- Saggi linguistici e filologici. Germanico, gotico, inglese e tedesco, Alessandria, Edizioni dell'Orso, 1992.

### Germanistique (littérature)

#### Livres
- F. Cercignani - M. Giordano Lokrantz (sous la direction de), In Danimarca e oltre. Per il centenario di Jens Peter Jacobsen, Milano, Cisalpino, 1987.
- Existenz und Heldentum bei Christa Wolf. «Der geteilte Himmel» und «Kassandra», Würzburg, Königshausen & Neumann, 1988.
- Memoria e reminiscenze. Nietzsche, Büchner, Hölderlin e i poemetti in prosa di Trakl, Torino, Genesi Editrice, 1989.
- F. Cercignani (sous la direction de), Studia trakliana. Georg Trakl 1887-1987, Milano, Cisalpino, 1989.
- F. Cercignani (sous la direction de), Studia büchneriana. Georg Büchner 1988, Milano, Cisalpino, 1990.
- F. Cercignani (sous la direction de), Studia schnitzleriana, Alessandria, Edizioni dell'Orso, 1991.
- F. Cercignani - E. Mariano (sous la direction de), Vincenzo Errante. La traduzione di poesia ieri e oggi, Milano, Cisalpino, 1993.
- F. Cercignani (sous la direction de), Novalis, Milano, CUEM, 2002.

#### Articles
- Dunkel, Grün und Paradies. Karl Krolows lyrische Anfänge in « Hochgelobtes gutes Leben », in Germanisch-Romanische Monatsschrift, 36/1, 1986, pp. 59–78.
- Zwischen irdischem Nichts und machtlosem Himmel. Karl Krolows «Gedichte» 1948: Enttäuschung und Verwirrung, in Literaturwissenschaftliches Jahrbuch, 27, 1986, pp. 197–217.
- Il « Faust » goethiano. Forma e sostanza, in Il «Faust» di Goethe. Antologia critica, sous la direction de F. Cercignani et E. Ganni, Milano, Led, 1993, pp. 21–38.
- « Nathan il saggio » e il Settecento tedesco, in “ACME”, 47/1, 1994, pp. 107–124.
- Sul « Wozzeck » di Alban Berg, in Studia austriaca V, Milano, Edizioni Minute, 1997, pp. 169–190.
- E. T. A. Hoffmann, Italien und die romantische Auffassung der Musik, in Das Land der Sehnsucht. E. T. A. Hoffmann und Italien, sous la direction de S. M. Moraldo, Heidelberg, Winter, 2002, pp. 191–201.
- Per una rilettura di « Salomè ». Il dramma di Oscar Wilde e il libretto di Richard Strauss, in Studia theodisca IX, Milano, CUEM, 2002, pp. 171–192.
- Georg Büchner. Empatia e prospettivismo, in Il cacciatore di silenzi. Studi dedicati a Ferruccio Masini, sous la direction de P. Chiarini, vol. II, Roma, Istituto Italiano di Studi Germanici, 2003, pp. 237–258.
- « Poesia filosofica » o « filosofia poetica »? (con alcune osservazioni su Schiller), in La poesia filosofica, sous la direction de A. Costazza, Milano, Cisalpino, 2007, pp. 163–170.
- Inganno e autoinganno. Il campagnolo di Kafka, in Studia austriaca XVIII, Milano, PGreco, 2010, pp. 51–64.
- Hofmannsthal fra teatro e filosofia. Con particolare riguardo a «L’uomo difficile», in La filosofia a teatro, sous la direction de A. Costazza, Milano, Cisalpino, 2010, pp. 369–385.

### Poésie
- Fiore siglato, Florence, 1988.
- Fisicità svanite, Turin, 1988 - Premier prix de poésie "Città di Moncalieri 1989".
- Omaggio a Shakespeare, Dix Poésies, introduction de R. Mussapi, in Almanacco dello Specchio, n. 13 (1989).
- Textes divers sur Anterem, nn. 40 (1989), 42 (1991), 44 (1992), 46 (1993) e 47 (1993).
- Vene di trasparenza, Vérone,1990.
- Nella grafia di un’ombra, Alexandrie, 1991.
- Pulviscoli rigati, Naples, 1992.
- Stelle di brina, Milan, 1993.
- Reticoli svagati, Milan, 1996.
- Shakespearean Fancies (e-book), 2012
- Scritture. Poesie edite e inedite, Turin, 2015.

### Nouvelles
- Five Women (e-book), 2013

## Décorations
Österreichisches Ehrenkreuz für Wissenschaft und Kunst I. Klasse (de), Mailand, 1996  (Croix d'honneur autrichienne pour la Science et l'Art. Première classe)